# Matacapan
Matacapan är en ort i Mexiko.   Den ligger i kommunen San Andrés Tuxtla och delstaten Veracruz, i den sydöstra delen av landet, 400 km öster om huvudstaden Mexico City. Matacapan ligger 260 meter över havet och antalet invånare är 1 162.
Terrängen runt Matacapan är huvudsakligen kuperad, men åt sydost är den platt. Runt Matacapan är det ganska tätbefolkat, med 83 invånare per kvadratkilometer. Närmaste större samhälle är San Andres Tuxtla, 5,2 km väster om Matacapan. Omgivningarna runt Matacapan är en mosaik av jordbruksmark och naturlig växtlighet.